# Skibnewo
Skibnewo (ukr. Скібнево) – stacja kolejowa w miejscowości Rozsosza, w rejonie chmielnickim, w obwodzie chmielnickim, na Ukrainie. Położona jest na linii Chmielnicki – Kamieniec Podolski – Kelmieńce.
Stacja istniała w okresie międzywojennym. Nazwana została od pobliskiego folwarku.